# Фонд соціального страхування з тимчасової втрати працездатності
Фонд соціального страхування з тимчасової втрати працездатності (далі — Фонд) — орган, який здійснював керівництво та управління загальнообов'язковим державним соціальним страхуванням у зв'язку з тимчасовою втратою працездатності та витратами, зумовленими похованням, провадив збір і акумуляцію страхових внесків та інших коштів, призначених для фінансування матеріального забезпечення та соціальних послуг, та забезпечує їх надання, а також здійснює контроль за використанням цих коштів.
Правонаступником Фонду з 2015 року є Фонд соціального страхування України.
Фонд належить до цільових позабюджетних страхових фондів. Усі застраховані особи є членами цього Фонду.
Фонд є некомерційною самоврядною організацією. Держава є гарантом надання матеріального забезпечення та соціальних послуг застрахованим особам Фондом, стабільної діяльності Фонду.
Фонд є юридичною особою, має печатку із зображенням Державного Герба України та своїм найменуванням, а також символіку, що затверджується правлінням Фонду. Фонд набуває прав юридичної особи з дня реєстрації статуту в спеціально уповноваженому центральному органі виконавчої влади.
Фонд не може провадити будь-яку іншу діяльність та використовувати страхові кошти не за цільовим призначенням
Місцезнаходження Фонду — за адресою Виконавчої дирекції Фонду: м. Київ, вул. Боричів Тік, 28.
Фонд в межах своїх повноважень на основі та на виконання актів законодавства приймає рішення, організовує та контролює їх виконання.
Рішення Фонду, прийняті в межах його компетенції, є обов'язковими для виконання підприємствами, установами та організаціями всіх форм власності і застрахованими громадянами.

## Управління Фондом
Управління Фондом здійснюється на паритетній основі державою, представниками застрахованих осіб і роботодавців. Представниками застрахованих осіб є профспілки, їх об'єднання або інші уповноважені найманими працівниками органи (представники).
Управління Фондом здійснюють правління та виконавча дирекція Фонду. В Автономній Республіці Крим, областях та містах Києві і Севастополі безпосереднє управління здійснюють правління та виконавчі дирекції відповідних відділень Фонду.
Робочими органами Виконавчої дирекції Фонду та його відділень є виконавчі дирекції відділень Фонду в Автономній Республіці Крим, областях, в містах Києві і Севастополі. У районах та містах республіканського (Автономної Республіки Крим) та обласного значення за рішенням та в порядку, встановленому правлінням Фонду, можуть створюватися виконавчі дирекції або уповноважені представники відділень Фонду.

## Напрями діяльності Фонду
- організаційно-управлінські заходи з виконання завдань, покладених на Фонд;
- керівництво та управління загальнообов'язковим державним соціальним страхуванням у зв'язку з тимчасовою втратою працездатності та витратами, зумовленими народженням та похованням;
- збір і акумуляцію страхових внесків та інших коштів, призначених для фінансування матеріального забезпечення та соціальних послуг, що надаються Фондом;
- матеріальне забезпечення (надання допомоги) застрахованим особам у зв'язку з настанням страхового випадку: тимчасової втрати працездатності, вагітності та пологів, народження дитини, доглядом за дитиною до досягнення нею трирічного віку, смерті застрахованої особи, а також членів сім'ї, які перебували на її утриманні;
- забезпечення у межах асигнувань, установлених на ці цілі бюджетом Фонду, оздоровчих заходів (оплата путівок на санаторно-курортне лікування застрахованим особам, членам їх сімей та студентам за наявності медичних показань, до дитячих оздоровчих закладів);
- часткове фінансування санаторіїв-профілакторіїв підприємств, установ та організацій, надання соціальних послуг у позашкільній роботі з дітьми (утримання дитячо-юнацьких спортивних шкіл, дитячих оздоровчих таборів і позашкільне обслуговування) в порядку, визначеному правлінням Фонду.

## Права та обов'язки Фонду

### Фонд має право
1. здійснювати перевірку обґрунтованості видачі та продовження листків непрацездатності застрахованим особам;
2. одержувати безоплатно від державних органів, підприємств, установ, організацій (у тому числі від державних податкових органів, банківських, інших фінансово-кредитних установ) та громадян — суб'єктів підприємницької діяльності відомості, щодо сплати страхових внесків та використання страхових коштів;
3. здійснювати перевірку правильності нарахування і повноти сплати страхових внесків та використання страхових коштів на підприємствах, в установах, організаціях незалежно від форми власності, виду діяльності та господарювання, у фізичних осіб, які використовують працю найманих працівників;
4. одержувати необхідні пояснення (у тому числі письмові) з питань, що виникають під час перевірок;
5. накладати фінансові санкції та адміністративні штрафи, передбачені законодавством;
6. порушувати відповідно до законодавства питання про притягнення посадових осіб до відповідальності за порушення законодавства у сфері загальнообов'язкового державного соціального страхування у зв'язку з тимчасовою втратою працездатності та витратами, зумовленими похованням, вимагати надання інформації про вжиті заходи

### Фонд зобов'язаний
1. забезпечувати фінансування матеріального забезпечення та надання соціальних послуг відповідно до законодавства;
2. здійснювати контроль за правильним нарахуванням, своєчасною сплатою страхувальником страхових внесків, а також обґрунтованістю проведених ним витрат страхових коштів;
3. здійснювати контроль за достовірністю поданих страхувальниками та застрахованими особами відомостей;
4. вести облік і звітність щодо страхових коштів;
5. публікувати в засобах масової інформації бюджет Фонду на поточний рік та звіт про виконання бюджету Фонду за минулий рік;
6. надавати безоплатно застрахованим особам і страхувальникам консультації з питань застосування законодавства про загальнообов'язкове державне соціальне страхування у зв'язку з тимчасовою втратою працездатності та витратами, зумовленими похованням;
7. інформувати застрахованих осіб про призначення (відмову) і розмір матеріального забезпечення, порядок виплати, види та умови надання матеріального забезпечення і соціальних послуг, а також про порядок оскарження рішень у разі відмови в наданні матеріального забезпечення і соціальних послуг;
8. співпрацювати з фондами з інших видів загальнообов'язкового державного соціального страхування у реалізації заходів, пов'язаних з наданням матеріального забезпечення та соціальних послуг застрахованим особам, приймаючи спільне рішення щодо участі у фінансуванні цих заходів.

## Кошти Фонду
Формування коштів Фонду здійснюється коштом:
- страхових внесків страхувальників — роботодавців і застрахованих осіб;
- сум пені, штрафів та інших фінансових санкцій, застосованих до страхувальників та посадових осіб відповідно до законодавства;
- благодійних внесків підприємств, установ, організацій та фізичних осіб;
- асигнувань із Державного бюджету України;
- інших надходжень відповідно до законодавства.